# Antonio Longás
Antonio Longás Ferrer (Zaragoza, 24 augustus 1984) is een gewezen Spaans voetballer. Hij speelde als middenvelder.
Longás speelde meerdere jaren in de jeugdelftallen van Real Zaragoza en in het seizoen 2006-2007 kwam de middenvelder  tien wedstrijden voor de club in de Primera División uit, waarvan de eerste op 17 september 2006 als invaller voor Pablo Aimar tegen RCD Mallorca.
In het seizoen 2007-2008 speelde Longás op huurbasis bij CD Tenerife in de Segunda División A.
In augustus 2008 werd hij gecontracteerd door FC Barcelona, waar Longás in het seizoen 2008-2009 in het tweede elftal Barça Atlètic ging spelen.
Na één seizoen vertrok hij er alweer en vanaf 2009 zou hij voor FC Cartagena spelen. Tijdens het eerste seizoen was hij een van de vaste waarden en smaakmakers van het succes van de havenploeg.  Na lang uitzicht gehad te hebben op promotie eindigde de ploeg op een mooie vijfde plaats.  Op het einde van het tweede seizoen doorliep de ploeg echter een moeilijke periode en gaf de deelname aan de eindronde, bepalend voor de promotie, uit handen.  Voor het seizoen 2011-2012 verving de ploeg heel veel spelers waaronder Longás.
Verschillende ploegen uit de Segunda División A waren geïnteresseerd totdat Longás een tweejarig contract tekende bij het Catalaanse Gimnàstic Tarragona.  Het seizoen 2011-2012 werd helemaal geen succes en toen de ploeg het behoud niet kon verzekeren, werd hij contract ontbonden.
Voor het seizoen 2012-2013 vond de speler onderdak bij een andere ploeg uit de Segunda División A, Racing Santander.  Deze ploeg had het voorgaande seizoen zijn plaats op het hoogste Spaanse niveau verloren en had de ambitie om zo snel als mogelijk terug te keren.  Bij deze ploeg vond hij zijn gewezen ploeggenoot uit Cartagena, Héctor Yuste Cantón, terug. Hij kon echter niet echt doorbreken en speelde slechts zes maal in de heenronde, waardoor hij tijdens de winterstop overstapte naar reeksgenoot CE Sabadell.
Ook tijdens het daaropvolgende seizoen 2014-2015 zou hij bij de Catalaanse ploeg aantreden.  Toen op het einde van het seizoen de ploeg zich nog kon handhaven, betekende dit het einde van zijn loopbaan.